# Košuta
Košuta je grebenast gorski masiv v Karavankah.
Masiv Košute je najmogočnejši in najhomogenejši masiv v osrednjem delu  Karavank. Dolg je okoli 10 km in ima kar šest velikih samostojnih vrhov visokih prek 2000 m. Prične se na zahodu nad Ljubeljem in poteka do Kokrškega potoka na vzhodu, Velikega vrha, Kofce gore in Kladiva. Najvišjo točko doseže v Košutnikovem turnu (2133 mnm). Med vrhovi večinoma ni globokih sedel. Severna stran je po vsej dolžini spodrezana v ogromno steno, ki se pestrih stopnjah, grapah in stebrih lomi v globino. Južni travnati hribi pa se strmo spuščajo do gozdne meje na višini okoli 1500 m, ki spremlja ves masiv od Kofc prek Šije do Dolge njive pod Tolsto Košuto (2057 m).
Po grebenu Košute teče državna meja med Avstrijo in Slovenijo. Planinska domova sta na Kofcah (1488 m) - Dom na Kofcah in na  avstrijski strani -  planinska postojanka Koschutahaus (1279 m), ki stoji na južnem robu Planine Mrzli log.